# Adoració eucarística

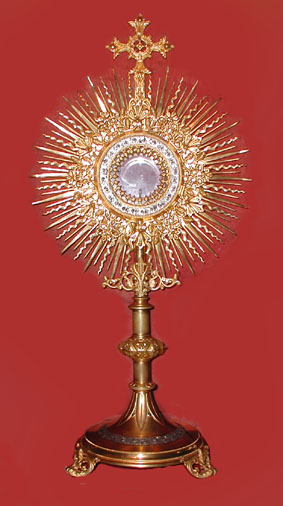
Custòdia típica per a l'adoració eucarística.

L'adoració eucarística és l'oració litúrgica que es realitza davant el Santíssim Sagrament quan es troba exposat. És practicada per les esglésies Catòlica, Ortodoxa, Copta i Anglicana i per algunes denominacions luteranes. Quan l'adoració és constant, ço és, 24 hores, s'anomena perpètua adoració. En una parròquia aquesta adoració és duta a terme per voluntaris, en un monestir o en un convent per monjos.

## Història
La pràctica de l'adoració troba les seves arrels en el fet que als monestirs i als convents la benedicció del Santíssim Sagrament era una part integral de l'estructura de la vida de clausura. Des del començament de la vida en la comunitat l'Eucaristia originàriament es feia en una habitació especial, just a fora de l'altar, però separat de l'església on s'oficiava la missa. S'han emprat una gran varietat de noms per identificar aquest lloc reservat, els més comuns són pastoforium, diakonikon, secretaria o pròtesi. Una de les primeres referències inconfusibles de l'ús del Santíssim Sagrament per a l'adoració es troba a la vida de Sant Basili. Hom diu que Basili dividí el pa en tres parts quan celebrava missa al monestir, una part la consumí ell, la segona la donà als monjos i la tercera la posà en un colom daurat suspès sobre l'altar.
La pràctica d'aquesta mena d'adoració començà formalment a Avinyó (França) l'11 de setembre de 1226 per celebrar i donar gràcies per la victòria obtinguda sobre els càtars a les últimes batalles que hi hagué durant la Croada albigesa. El rei Lluís VII de França els ordenà que aquest sagrament es guardés a la Catedral de la Santa Creu d'Orleans. La gran quantitat d'adoradors feu que el bisbe, Pierre de Corbie, suggerís que l'adoració hagués de ser contínua i incessant. Amb el permís del papa Honori III, la idea es va ratificar i va continuar d'aquesta manera gairebé ininterrompuda fins al caos de la Revolució Francesa, que va aturar la pràctica el 1792 fins que la germandat dels penitents GRIS
 la portaren de nou el 1829.

## Propòsit de l'adoració

### Doctrina catòlica
En la tradició catòlica, en el moment de la consagració, els elements (o «dons» com són anomenats per a propòsits litúrgics) són transformats (literalment transsubstanciats) en el cos i la sang de Jesucrist.
Aquesta és una forma de la doctrina de la presència real, la presència substancial actual i real de Jesús en l'eucaristia. En el moment de la consagració, es feria un doble miracle: Crist hi seria present en una forma física i el pa i el vi es converteixen en el seu cos i la seva sang. Com Crist és realment present (cos, sang, ànima i divinitat) en l'eucaristia, cal retre-li culte i adoració.

### Doctrines anglicanes
Les opinions sobre la naturalesa de l'eucaristia i de l'adoració al santíssim sagrament varien dins de l'anglicanisme.

### Doctrines luteranes
L'adoració eucarística luterana està gairebé sempre limitada a la durada del servei de la comunió, perquè la tradició luterana no inclou la reserva del sagrament. Tanmateix, actualment a Amèrica del Nord la Comunitat Evangèlica de l'Església Luterana i algunes altres petites esglésies com l'església de la Tradició Catòlica Evangèlica-Luterana reserven el sagrament i fomenten enormement l'adoració sense requerir-ho.
Històricament, en el luteranisme hi ha hagut dues faccions des del punt de vista de l'adoració: els gneso-luterans, que seguiren el punt de vista de Martí Luter a favor de l'adoració i els filipistes que seguien Philipp Melanchthon que hi eren contra.